# Novaci (Rumunia)
Novaci – miasto w południowo-zachodniej Rumunii, w okręgu Gorj (Oltenia). Liczy 6151 mieszkańców (dane na rok 2002). Merem miasta od 2002 jest Ion Chiriac z Partii Socjaldemokratycznej.